# Greta Ferušić
Greta Ferušić, née le 26 juin 1924 à Novi Sad (Serbie) et morte le 24 janvier 2022 à Sarajevo (Bosnie-Herzégovine), est professeur et doyen de la Faculté d'architecture à l'université de Sarajevo, la seule personne survivante d'Auschwitz et du siège de Sarajevo.

## Biographie
Greta Ferušić est  née le 26 juin 1924 à Novi Sad, dans le nord de la Serbie.
Elle est déportée à Auschwitz en 1944, avec des membres de sa famille, la seule à survivre